# Mount Works
Mount Works ist ein 1780 m hoher Berg der Concord Mountains im ostantarktischen Viktorialand. Er ragt westlich des Horne-Gletschers und etwa 3 km südwestlich des Pilon Peak in der Everett Range auf.
Kartografisch erfasst wurde er durch Vermessungsarbeiten des United States Geological Survey und mithilfe von Luftaufnahmen der United States Navy zwischen 1960 und 1962. Das Advisory Committee on Antarctic Names benannte ihn 1964 nach Leutnant William Wesley Works (1932–2012), US-Navy-Pilot einer Lockheed P-2B für Luftaufnahmen im Viktorialand und anderen Abschnitten Antarktikas zwischen 1961 und 1962 sowie zwischen 1962 und 1963.